# تپه رستم کندی
تپه رستم کندی مربوط به سده‌های متاخر دوران‌های تاریخی پس از اسلام است و در شهرستان کلیبر، بخش آبش احمد، دهستان آبش احمد، روستای رستم کندی واقع شده و این اثر در تاریخ ۲۵ آبان ۱۳۸۷ با شمارهٔ ثبت ۲۳۶۱۵ به‌عنوان یکی از آثار ملی ایران به ثبت رسیده است.